# Max Buskohl
Max Buskohl, właściwie Maximilian Soehnke Buskohl, to niemiecki wokalista oraz gitarzysta, znany również jako Charlie Crawford. Urodził się 18 listopada 1988 roku w Berlinie, gdzie obecnie mieszka. Brał udział w czwartej edycji programu telewizyjnego Deutschland sucht den Superstar (niemieckiego odpowiednika Idola), lecz zrezygnował 22 kwietnia 2007 r., gdyż wolał grać ze swoim zespołem. Obecnie gra w kapeli, która nazywa się Empty Trash. Jego ojcem jest Carl Carlton.